# حصار القسطنطينية (1422)
حصار القسطنطينية عام 1422 هو أول محاولة عثمانية واسعة النطاق لفتح المدينة، نتيجة محاولات الإمبراطور البيزنطي مانويل الثاني للتدخل في خلافة العثمانيين بعد وفاة محمد الأول عام 1421، حيث كانت هذه سياسة البيزنطيين التي غالباً ما تستخدم بنجاح في إضعاف جيرانها.
سار السلطان مراد الثاني إلى أراضي الإمبراطورية البيزنطية بعد خلافته لأبيه وقد حصل العثمانيون على مدفعهم الخاص لأول مرة «الصقر» قبل الحصار والذي كان مدفعاً قصيراً واسعاً. كان الجانبان متقاربين من الناحية التكنولوجية، فكان على الأتراك بناء المتاريس «من أجل الحصول على... الحجارة للقصف.»
ربح المدافعون البيزنطيون المعركة، وأعزى التقليد البيزنطي حينئذ نجاة القسطنطينية إلى معجزة من قِبل والدة الإله.

## التبعات
على الرغم من الانتصار البيزنطي، قامت الإمبراطورية في ذلك الوقت بتخفيض عدد من قطع الأراضي جانب مدينة القسطنطينية، وكانت أيضاً تواجه مشاكل اقتصادية خطيرة وتفتقر بشدة إلى الجنود. دعم البابا بيوس الثاني هبة المدفعية التي منحها ملوك أوروبا كوسيلة للمساعة فكان أي مدفع جديد بعد حصار 1422 هدية من الدول الأوروبية، وباستثاء ذلك لم يحدث أي تطوير أو تقدم في المدفعية البيزنطية، مما أدى للفتح الناجح على يد القائد محمد الثاني عام 1453.
نسبت الحسابات البيزنطية رفع الحصار إلى ظهور والدة الإله على أسوار المدينة، الأمر الذي ألهم المدافعين بشكل كبير. حيث يسجل جون كانانوس ذلك قائلاً: